# Yeongheungdo
Yeongheungdo (en coréen : 영흥도) est une île située en mer Jaune, dans le district d'Ongjin et administrée par la ville métropolitaine d'Incheon en Corée du Sud. 
Une importante centrale thermique, la Yeongheung Power Station, est construite sur sa façade sud-ouest. Cette centrale, construite entre 2003 et 2008, a une capacité maximale de 3 340 MW via 4 unités. Elle est gérée par la Korean South-East Power (KOSEP).